# Terje Høili
Terje Høili (Fredrikstad, 23 marzo 1944) è un imprenditore ed ex calciatore norvegese, di ruolo centrocampista.

## Carriera

### Giocatore

#### Club
Høili giocò per il Lisleby, prima di passare al Fredrikstad il 13 giugno 1962. Esordì in squadra il 1º luglio successivo, nella vittoria casalinga per 2-0 contro il Rosenborg, partita in cui trovò anche la via del gol. Il 23 agosto 1962, in una sfida contro il Vålerengen, subì un serio infortunio alla gamba.
Nel 1963, volle dare la priorità alla propria istruzione, ma in estate tornò a giocare nel Fredrikstad. Giocò anche la finale di Coppa di Norvegia 1963, in cui segnò una rete inutile ai fini del risultato, poiché fu lo Skeid ad alzare il trofeo. A fine stagione, in un'amichevole disputata al Sarpsborg Stadion, subì un grave infortunio che, a detta dello stesso Høili, gli precluse la possibilità di diventare un calciatore professionista, trasferendosi all'estero. Rimase lontano dai campi per un anno.
Tornò poi a giocare a calcio, ma il 13 maggio 1965 si ruppe la gamba in una sfida contro la squadra riserve del Moss, subendo il terzo grave infortunio negli ultimi due anni e mezzo. Tornò a giocare regolarmente nel Fredrikstad nel 1971, trovando una certa continuità. Al termine del campionato 1973, il Fredrikstad retrocesse nella 2. divisjon. L'anno seguente, fu l'ultimo in squadra per Høili, che lasciò poi il calcio.

### Dopo il ritiro
Terminata l'attività agonistica, Høili diventò un imprenditore di successo. Negli anni, strinse accordi con società del calibro di Europris, Max 20 e REMA 1000. Nel 2000, acquistò il 50% delle azioni Europris. Aiutò economicamente anche il Fredrikstad.